# Schulmediation
Schulmediation ist ein Unterbegriff von Mediation (Streitschlichtung) an Schulen und eine Bezeichnung für Konfliktlotseneinsätze.

## Grundlagen
Mediation kann durch speziell zu Mediatoren ausgebildete Schüler, durch (schul)externe oder interne Mediatoren, beispielsweise durch entsprechend ausgebildete Lehrer, durchgeführt werden. In allen drei Fällen wird mit den betroffenen Schülern, Eltern, Lehrern oder anderweitig Beteiligten durch Workshops, Seminare und Vorträge ein Fortbildungsprogramm durchlaufen. Die Idee zur friedlichen Lösung von Konflikten an Schulen durch Mediation stammt wohl aus den USA. Die Erfolge dort ließen erste Nachahmungen Anfang der 1990er Jahre in Deutschland entstehen. Inzwischen verbreiten sich Modelle der schulischen Streitschlichtung in nahezu allen Bundesländern. Die Projekte haben unterschiedliche Namen wie Pax An, Konfliktlotsen oder TutWas; auch der Klassenrat spielt in diesem Kontext eine Rolle sowie – als Mehrebenenansatz – Buddy. In Österreich gibt es ein Projekt unter dem Namen Nobody Is Perfect. Schulmediation versteht sich als Maßnahme zur Konfliktregulierung, aber vermittelt auch zur Gewaltprävention.
Ausgangspunkt für den Einsatz von sogenannten Gewaltpräventions- und Interventionsprogrammen sind die Einstellungen von Schülern zum Thema Gewalt. An diesem Punkt müssen die Schüler von den Mediatoren innerlich erreicht und abgeholt werden. Der Gewalt müssen alternative Lösungen zur Streitschlichtung und -bewältigung entgegengesetzt werden. Da ältere Kinder und Jugendliche ohnehin häufig das Gefühl haben, keinen Einfluss auf Regeln, Normen und gesellschaftliche und politische Prozesse zu haben, erfahren sie durch Einbeziehung in die Schulmediation Anerkennung und Kompetenz.

## Streitschlichtung durch Lehrer bzw. Schüler
Streitschlichtungsverfahren ruhen auf drei Säulen:
1. Mediation
Mediation bedeutet wörtlich übersetzt Vermittlung. Dieses Konzept wurde in den 1960er Jahren in den USA entwickelt und dort zunächst hauptsächlich im juristischen Bereich bei Trennungen und Scheidungen, später auch in verschiedenen anderen Bereichen, angewendet. Sie dient der gütlichen Einigung zwischen den Parteien durch unparteiische, neutrale Dritte, die von allen Seiten akzeptiert werden. Nicht die Schuldfrage steht im Vordergrund, sondern, wie die Parteien in Zukunft miteinander umgehen wollen, sind also lösungs- und zukunftsorientiert. Dabei entscheidet nicht der Mediator, sondern die Parteien entscheiden, worüber sie verhandeln und wie sie ihren Konflikt lösen wollen.
2. Harvard-Konzept
Das Harvard-Konzept geht auf den amerikanischen Rechtswissenschaftler R. Fisher zurück. Es geht davon aus, dass Konflikte (wohlgemerkt nicht Gewalt) im Zusammenleben normal, gleichzeitig aber auch ein Signal dafür sind, dass etwas nicht stimmt und Veränderung nötig ist. Verstehen heißt nicht unbedingt einverstanden sein. Für das pädagogische Vorgehen sind folgende Prinzipien bedeutsam: Sachbezogen und zielorientiert diskutieren (Trennung von Sach- und Personenebene), Konzentration auf Bedürfnis- und Interessenausgleich (Unterscheidung von Position und Bedürfnis). Ziel ist es, einen Konsens zu finden (sogenannte Win-win-Situation) anstelle eines Kompromisses.
3. Peer-Group-Education
In der Sozialisation von Kindern und Jugendlichen wird Gleichaltrigen eine bedeutsame Rolle in der Definition und Aufrechterhaltung der eigenen individuellen Identität zugeschrieben. Es geht darum, Kinder und Jugendliche nicht nur als Problemverursacher zu sehen, sondern ihre Problemlösungskompetenzen einzubeziehen. In jeder Peer Group gibt es Personen, die besondere Aufmerksamkeit und Glaubwürdigkeit bei den anderen Jugendlichen genießen. Gerade diese häufig lautstarken Typen besitzen oftmals eine hohe Interventionsberechtigung in ihren Cliquen (sogenannter Akzeptanz-Bonus). Hier setzt die Peer-Group-Education an. Die Arbeit und Kooperation mit diesen Peers soll es ermöglichen, Jugendliche durch Gleichaltrige (mit gleichem sozialen und kulturellen Hintergrund) zu informieren und ihnen leichter Einsichten zu vermitteln. Dies ist besonders bei Schülern als Streitschlichter der Fall. Im Fall von Schülern als Mediatoren lassen sich diese freiwillig neben dem Schulunterricht für diese Aufgabe ausbilden. Diese Vorbereitung dauert meist ein halbes Jahr und wird von Psychologen oder erfahrenen Mediatoren übernommen.

## Ablauf eines Streitschlichtungsgesprächs durch Schüler
1. Regeln: Die Streitschlichter erklären die Regeln des Gespräches. Die Streitenden müssen offenbaren, ob sie freiwillig da sind oder ob sie von einem Lehrer darum gebeten wurden. Das Gespräch wird nur fortgesetzt, wenn alle Streitenden freiwillig da sind.
2. Sachverhalte klären: Jeder der Streitenden schildert seine Sicht der Dinge. Dabei darf ihm kein anderer Streitender reinreden. Schimpfwörter sind verboten. Anschließend darf der andere seine Sicht der Dinge schildern. Dieser Teil kann mitunter mehrere Sitzungen beanspruchen.
3. Lösungen finden: Ist der Sachverhalt geklärt, wird versucht, einen Konsens zu finden.
4. Vertrag: Die endgültig vereinbarte Lösung wird in einem Vertrag festgehalten, den alle Beteiligten unterzeichnen müssen.
5. Kontrollgespräch: Einige Zeit später wird ein weiterer Gesprächstermin ausgemacht, bei dem die Einhaltung des Vertrages überprüft wird. Wurde er nicht eingehalten, geht man zurück zu 3.

## Mediation durch Ehrenamtliche (Deutschland)
Als Schulmediator werden auch ehrenamtliche Mitarbeiter eingesetzt. Beispielsweise vermittelt der Verein Seniorpartner in School Ehrenamtliche, die nach vereinseigenem Standard zum Schulmediator ausgebildet sind und durch Supervision begleitet werden.

## Mediation durch eingetragene Mediatoren (Österreich)
In Österreich werden externe eingetragene Mediatoren als Schulmediatoren – durch Schulen – beauftragt, deren besondere (gesetzliche) Verpflichtung zu Neutralität, Allparteilichkeit und Vertraulichkeit schafft eine besondere Vertrauensbasis bei den Schülern und Schülerinnen.
Eingetragene Mediatoren sind in der Liste des Bundesministerium für Justiz eingetragen und erfüllen die strengen Verpflichtungen und Regeln des Zivilrechts-Mediations-Gesetz (ÖZivMediatG).
In Wien wird Schulmediation – an öffentlichen Schulen, in der Zuständigkeit Wiens – durch die Stadt Wien gefördert (Stand 2024).